# Club Averroes
Pour l’article homonyme, voir Averroès (homonymie).

Logotype du Club Averroes

Le club Averroes est une structure informelle fondée en 1997, qui regroupe près de 350 professionnels des médias et du spectacle pour promouvoir la diversité dans les médias français.

## Présentation
Ce groupement de professionnels créé en 1997 met l'accent sur la visibilité donnée aux minorités dans les médias. Pour ce faire, chaque année depuis 2006, ce club Averroes publie un rapport sur la diversité ethnique dans le paysage médiatique français, avec un certain écho dans les médias, que ce soit pour le premier rapport,, et pour les suivants, la publication annuelle permettant de mesurer la façon dont la situation semble évoluer,,.
Il a également scruté la publicité, dressant là encore plusieurs constats étalés dans le temps, pour tenter de faire évoluer les choix des publicitaires,.
Son président est Amirouche Laïdi,,.